# Музей истории тайпинов
Музей Тайпинского Небесного Царства (кит. 太平天国历史博物馆） посвящён Восстанию тайпинов (1851-1864). Музей расположен в усадьбе на территории парка Чжан Юань (кит. трад. 瞻园, пиньинь Zhān Yuán) в центре города Нанкин, который являлся столицей восстания.

## История
Парк Чжан Юань принадлежал первому императору династии Мин Хунъу (1328-1398). В 1853 году в парке обосновался Ян Сюцин, военный руководитель и фактический правитель тайпинов, армия которого заняла Нанкин. Резиденция стала центром Тайпинского Небесного Царства. Тайпинам удалось занять немалую территорию, включавшую несколько провинций, и после длительной и жестокой войны восстание было подавлено в 1864 году.

## Музей
В 1958 году на этом месте был организован музей, в котором собирались экспонаты, связанные с восстанием. Среди экспонатов - деньги тайпинов, оружие, военная форма, документы и литература по идеологии тайпинов, которая выводится из конфуцианства. Музей демонстрирует также идеалы тайпинов - достижение общества с современным образованием, равенством полов, честностью в экономических отношениях.

## Галерея

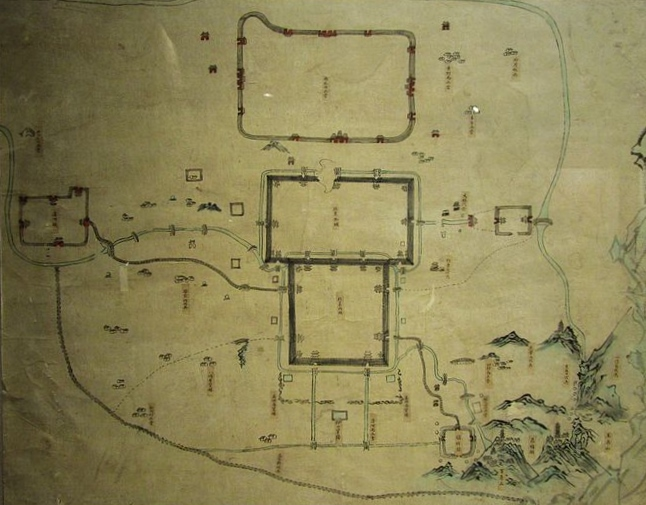
Карта обороны Пекина от восставших
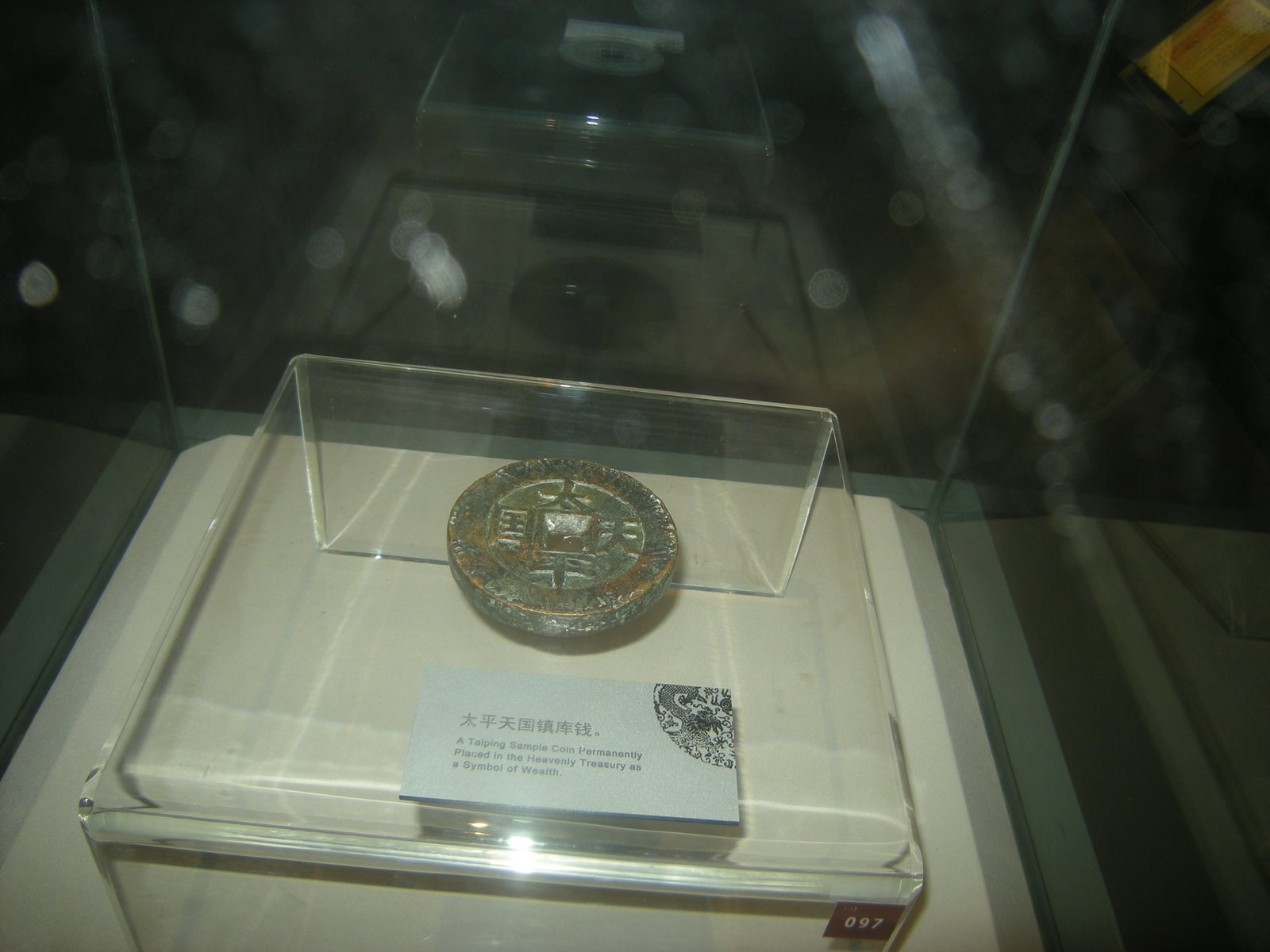
Тайпинская монета